# Ecceità
L'ecceità (dal latino haecceitas, da haec, "questa", sottinteso "cosa, sostanza" e perciò detta anche questità), è, nel pensiero degli scotisti, il principio determinante che fa sì che una data cosa sia se stessa e non un'altra.

## Il principio di individuazione
Già Plotino era convinto dell'esistenza delle idee non soltanto comuni a una pluralità di individui di uno stesso genere o specie, ma anche di un singolo individuo.
Nel dibattito sul principio di individuazione si contrastavano due tesi per cui l'ente singolo si determinava in base alla materia o in base alla forma.
Questa oscillazione tra materia e forma nella formazione dell'ente si interruppe con Duns Scoto che ipotizzò una "realtà ultima dell'ente", che poi chiamò haecceitas (ecceità) - che di per sé non è né forma né materia  ma semmai una caratteristica particolare di ambedue - corrispondente al momento della realizzazione della reale individuazione.
Duns Scoto ritiene infatti che l'individuazione non dipenda né dalla materia, che è di per sé indistinta, quindi incapace di produrre distinzione e diversità né dalla forma, che come sostanza è prima di ogni individualità, ma che vi sia un procedimento che porta alla strutturazione di «ultima realtà dell'ente» operata dalla materia che agendo sulla natura comune arriva a determinarla come individualità realizzata, cioè come insieme di materia e forma, di cui l'individualità rappresenta il punto finale, l'attualità piena e compiuta della sostanza quale haec res (haecceitas). Di conseguenza, ogni singolo individuo è un essere creato unico e irripetibile. 
L'individuo è più perfetto dell'essenza specifica e possiede quindi non solo un più alto livello di unità, ma anche di verità e di bontà. L'individuo è conoscibile in se stesso dall'uomo, è noto e desiderato da Dio che moltiplica gli individui all'interno delle specie come qualcosa di ordinato al fine ultimo che è Egli stesso, vale a dire per comunicare loro la Sua bontà e beatitudine.